# Zeugites
Zeugites (synoniem: Calderonella) is een geslacht uit de grassenfamilie (Poaceae). De soorten van dit geslacht komen voor in Noord- en Zuid-Amerika.

## Soorten
De Catalogue of New World Grasses [12 december 2011] erkent de volgende soorten:
- Zeugites americanus
- Zeugites capillaris
- Zeugites hackelii
- Zeugites hintonii
- Zeugites latifolius
- Zeugites munroanus
- Zeugites panamensis
- Zeugites pittieri
- Zeugites sagittatus
- Zeugites smilacifolius
- Zeugites sylvaticus  (synoniem: Calderonella sylvatica)